# 近鉄バファローズナイター
近鉄バファローズナイター（きんてつバファローズナイター、Kintetsu Buffaloes Nighter）は、1977年4月5日から2004年9月24日まで、概ね4月から9月のプロ野球シーズン中の平日夜（詳細は後述も参照）にラジオ大阪（OBC）が制作・放送していたプロ野球中継番組である。

## 概要
番組内容は文字通り近鉄バファローズ→大阪近鉄バファローズ（1999年より）のナイターを扱い、球団の応援放送を全面的に打ち出していた。また、球団の親会社である近畿日本鉄道（近鉄）をはじめとする近鉄グループの冠スポンサー番組でもあった（近鉄グループをメインスポンサーとした複数社提供。または、近鉄グループないしは近鉄百貨店の単独提供で放送）。通常は近鉄戦だけを実況中継し、ホーム・ビジター関係なく自社スタッフを出来る限り派遣していた（対西武ライオンズ・千葉ロッテマリーンズおよび東京本拠地時代の日本ハムファイターズ戦は文化放送、対クラウンライターライオンズ戦や、本拠地球団不在時代の福岡県で開催の近鉄が関与する試合（主催・ビジターとも）や、対福岡ダイエーホークス戦は九州朝日放送、対北海道日本ハムファイターズ戦や、日本ハム移転以前の北海道遠征（ビジター扱いを含む）はSTVラジオ、ナゴヤ球場→ナゴヤドーム・長良川球場での近鉄が関与する試合〈主催・ビジターとも〉は東海ラジオ放送がそれぞれ制作・技術協力することもあった他、要員の都合によっては製作を前記各局に委託することもあった）。オールスター戦などでは、ネット放送も文化放送を中心に稀に行っていた。
開始当初の放送日は、毎週火 - 木曜日だったが、2001年に「マンデー・パ・リーグ」が導入され移動日（休日）が月曜日から木曜へ変更された事に伴い、火・水・金曜日へ変更され、2003年まで続いた。なお、2003年は、消費者金融のアコムが球団スポンサー及び本番組冠スポンサーとなったことからタイトルに『アコム・スポーツスペシャル』の冠タイトルを入れた。2004年は、近鉄グループのナイター中継への提供枠縮小に伴い、金曜日のみの放送となった。
また、1993年から2003年までは上記曜日以外にも、近鉄グループがスポンサーに付かない形で、1997年まで金曜に土・日と同じく『ラジオ大阪ドラマティックナイター』として、1998年から2000年まで『金曜バファローズナイター』（きんようバファローズナイター）として、2001年から2003年まで『月曜バファローズナイター』（げつようバファローズナイター）として、それぞれ放送した。
放送時間は原則、2003年までは、近鉄グループがスポンサーに付く日は17:55-21:30、近鉄グループがスポンサーに付かない日は18:00-21:00という編成で放送されたが、2004年は、金曜の17:55-21:30に放送していた（いずれも、時間内に試合が終わらない限り、最長22:00までの延長オプションが設けられていた）。

### 近鉄デーゲーム中継
OBCは原則デーゲーム中継をすることはないが、近鉄のオープン戦と開幕カードについては中継する場合があった。また、1988年10月19日のリーグ優勝がかかったロッテ対近鉄ダブルヘッダー（場所：川崎球場。通称：10.19）も、デーゲームだった第1試合から完全生中継していた。

### 速報チャイム
速報チャイムはNRNナイター用や『文化放送ライオンズナイター』で使用しているものとも違う独自のものを使用していた。このチャイムは1993年にラジオ大阪がAMステレオ放送を開始したことに合わせ、電子音にアレンジされたものに変更された。

### 大阪ドームでのミニFM再送信
1997年からバファローズの本拠地球場となった大阪ドームでは、AMラジオの電波が入りにくいことから、場内ミニFMによるラジオ大阪の再送信を行っていた。周波数はFM89.0MHz。

### 近鉄戦中継のない場合
雨天中止や近鉄戦の予定が無い時は、開始初年度の1977年には、他の在阪球団主催カードを放送することがあったが（一例として、1977年5月26日の「南海対クラウンライター」）、土・日曜同様『OBCビッグナイター』の番組名に変えていたのか、スポンサーセールス面でも近鉄グループ協賛のままだったか、別スポンサーに振り替えていたかは不明である。

#### 近鉄ナイタージョッキー
その後は他の試合を放送しない方針に転換し（時期不明）、他の試合ではなくOBCのスタジオからバファローズの情報・近鉄沿線ガイドなどで構成したバラエティ番組『近鉄ナイタージョッキー』（きんてつナイタージョッキー）を放送した。
OBCスタジオ外からの公開録音放送を行ったこともあった。
参考：1985年当時のコーナー
- 近鉄選手インタビュー
- 猛牛河内音頭…河内家菊水丸[注 20]
- ナイタージョッキー ベストヒット

#### 近鉄グループ提供日以外の代替番組
近鉄グループ提供日以外で近鉄戦の予定がないときは、主に以下のスポーツ番組ないしは歌謡曲番組を編成していた。
- 金曜スポーツ帝王（金曜『ドラマティックナイター』最終年の1997年。パーソナリティは寺西裕一）[注 21]
- 水谷ひろしの「いいね!歌謡曲」（1998年。18:00 - 21:30）[注 22]
- ガッツ大阪水谷ひろしのミレニアム歌謡曲（2000年）[注 23]
- ナイタージョッキー（2000年）
- 新世界歌謡曲（2001年）[注 24]
- OSAKA歌謡ウエーブ（2002年 - 2003年。金曜も放送）[注 25]

### オリックスとの合併、そして終了へ
2004年、大阪近鉄バファローズのオリックス・ブルーウェーブへの球団合併に伴い、9月24日に大阪ドームから放送された近鉄対西武戦（本拠地・大阪ドームでの最終ゲーム）の実況中継をもって28年間の放送を終了した。
同年10月2日には、『感動をありがとう!大阪近鉄バファローズ』と題した特別番組が放送（17:25 - 17:55、18:00 - 19:00）。歴代の解説者・実況アナ・近鉄ガールの出演で球団と『バファローズナイター』を振り返る構成だった。

### 終了後
ラジオ大阪では2005年度から、日本の他の民間AMラジオ局に先駆けて、平日ナイター中継のレギュラー放送枠を廃止。オリックス・ブルーウェーブによる近鉄球団の吸収合併によって誕生したオリックス・バファローズのホームゲームが金曜日に組まれている場合に限って、『オリックス・バファローズ ナイトスタジアム』というタイトルで中継枠を編成したが、1シーズン限りで終了した。レギュラー編成は、土・日曜日の『ドラマティックナイター』のみとなった。
バファローズナイター終了後のラジオ大阪における近鉄グループ冠スポンサー番組は、2008年4月4日に『ほんまもん!原田年晴です 金曜スペシャル』（金曜12:00 - 17:00）内の1コーナーとして開始した、『近鉄まわりゃんせアワー』（15時07分頃 - 15時37分頃）、2011年4月リニューアルの『ぐるり近鉄沿線情報』（15時07分頃 - 15時22分頃→2016年10月現在、木曜13:05頃 - 13:22頃）がある。

## 出演者

### 解説
- 池辺巌（1980年 - 1983年）
- 大崎三男（1977年 - 1978年、1981年 - 1983年。関西テレビ・フジテレビ解説者兼）
- 岡義朗（1999年 - 2001年）
- 加藤英司（1989年 - 1994年[注 27]。関西テレビ・フジテレビ解説者兼）
- 栗橋茂（1993年 - 1996年）
- 黒田正宏（1993年 - 1998年[注 28]）
- 佐藤道郎（1997年 - 2003年）
- 清俊彦（1977年 - 1979年）
- 関口清治（1984年 - 1985年）
- 辻佳紀（1977年 - 1988年[注 29]）
- 仲根正広（1989年 - 1995年途中[注 30]。NHK BS1解説者兼）
- 平野光泰（1986年 - 1996年）
- 村田辰美（1991年 - 1992年、1996年 - 2004年。関西テレビ・フジテレビ解説者兼）
- 吉田剛（2002年 - 2004年）
- 米田哲也（1989年 - 1992年途中[注 31]。関西テレビ・フジテレビ解説者兼）

### 実況担当アナウンサー
- 高橋征二（? - 1997年）[注 32]
- 渡辺剛夫
- 永田勉
- 内田修
- 水野清文
- 中井雅之（1992年のOBC退社後も引き続き最終年まで担当）[注 33]
- 松本恵治（最後の中継を担当）
- 田中友英（1990年代から、2002年3月31日のデーゲーム中継まで担当し、RKB毎日放送に移籍[26]）
- 初田実
- 寺西裕一（フリー。終了年まで担当）[注 34]
- 高野勝正（フリー）
- 山口富士夫（フリー）[29]
- 坂信一郎（フリー。関東地区での試合の担当）[注 35]
- 矢野吉彦（フリー。関東地区での試合の担当）[注 36]
- 中田秀作（フリー。関東地区での試合の担当）[注 37]

### スタジオ進行
- 片山光男（近鉄ナイタージョッキー担当[注 38]。また、1999年まで、バファローズご意見番として出演[注 39]）
- 堀江良信（2000年より、バファローズ応援団長として出演）[注 40]
- 中井雅之（実況担当ではない場合に担当したことがある）
- 小菅文代（片山とともに近鉄ナイタージョッキー担当）[注 41]
- 原田登貴子(1993〜1995 近鉄ガール)
- 澤田真紀（澤田磨希。近鉄ガール）[注 42]
- 石川展子（近鉄ガール）[注 43]
- 安本雅代（2003年 - 2004年、近鉄ガールを担当）[注 44]
- 桂都丸（近鉄ナイタージョッキー担当）[注 45]
- 小西あき（近鉄ナイタージョッキー担当）[注 46]
- 橘秀明（2000年ごろ、金曜中止時の「ナイタージョッキー」担当[8]）
- 仲みゆき（2000年ごろ、金曜中止時の「ナイタージョッキー」担当[8]）

## 走れ!近鉄バファローズ
オフシーズン（概ね10月 - 翌年3月までの間）には、近鉄グループ提供により、18時からの15分枠で『走れ!近鉄バファローズ』というチーム情報番組を放送。2003年3月を最後に終了、2003年 - 2004年のオフシーズンは放送されなかった。

### 出演者
1994年度オフ - 1995年度オフ
- 松本恵治・原田登貴子

1996年度オフ - 1997年度オフ
- 村田辰美・石川展子[注 43]

1998年度オフ - 2000年度オフ
- 村田辰美・澤田磨希（1999年度までは澤田真紀）[注 48]

2001年度オフ
- 澤田磨希・仲原里香

2002年度オフ
- 桂都丸・安本雅代[33][34]